# Mîhailivske, Iakîmivka
Mîhailivske (în ucraineană Михайлівське) este un sat în comuna Vesneane din raionul Iakîmivka, regiunea Zaporijjea, Ucraina.

## Demografie
Componența lingvistică a localității Mîhailivske
     Ucraineană (44,32%)
     Rusă (31,25%)
Conform recensământului din 2001, nu exista o limbă vorbită de majoritatea populației, aceasta fiind compusă din vorbitori de ucraineană (44,32%), rusă (31,25%) și găgăuză (6,82%).